# Akvsenti Giorgadze
Akvsent Guiorgadze (* 4. června 1976, Kutaisi) je bývalý gruzínský ragbista, který hrál jako mlynář. Za gruzínskou reprezentaci odehrál 64 zápasů a položil 12 pětek. Zúčastnil se s ní třech světových šampionátů (2003, 2007, 2011). Na MS 2007 byl v základu v zápasu proti Namibii, což byla pro Gruzii první výhra na MS v historii. S klubem Toulouse se stal v roce 2012 vítězem francouzské ligy TOP14. V této soutěži začal hrát od sezony 2005/06 za Castres. Kromě Francie hrál několik sezon i v Itálii za Rovigo Delta.
Po konci hráčské kariéry se dal na trénování. V letech 2012 až 2015 byl kondičním trenérem mlynářů francouzské reprezentace. Během této doby spolupracoval i s kluby Stade Rochelais, Toulouse a US Colomiers. Potom se věnoval francouzskému klubu La Rochelle. V sezoně 2016/17 byl s kolegy oceněn jako nejlepší trenérský tým TOP14 roku. Od července 2021 do roku 2023 byl součástí jihoafrického klubu Sharks jako poradce na mlýn. Následně se stal trenérem útoku francouzského týmu Bordeaux Bégles.

## Klubová kariéra
- 2001 – 2002 Toulon
- 2002 – 2005 Rovigo Delta
- 2005 – 2011 Castres
- 2011 – 2012 Toulouse
- 2012 Tournefeuille